# Baltimoore
I Baltimoore sono un gruppo hard rock svedese, guidati dal cantante svedese Björn Lodin. Lodin era stato chiamato dalla Elektra Records nel 1987 per registrare un album da solista, ma scelse di registrare con i Baltimoore piuttosto che come singolo.
Nel 1992 si trasferì a Åland, Finlandia, dove incontrò il chitarrista bulgaro Nicolo Kocev.
Hanno collaborato per due album dei Baltimoore, Double Density e Thought for Food.
A causa però di divergenze personali e musicali, Kocev lasciò la band nel 1994 per avviare un proprio progetto musicale, i Brazen Abbot.
I Baltimoore hanno quindi bloccato la loro attività musicale fino al 2000 quando Lodin tornò con l'album Original Sin. Nello stesso anno sarebbe tornato in Svezia.
Nel 2006 la band ha chiuso il contratto con l'etichetta finlandese Lion Music per avviare una loro etichetta la BLP Music, con la quale sono pubblicati i loro ultimi lavori, Kaleidoscope e X.

## Membri

### Membri attuali
- Björn Lodin - voce
- Mankan Sederberg - chitarra (2004 - )
- Thomas Larsson - chitarra (1989, 2000 - 2003, 2006 -)
- Weine Johansson - basso (1991 - )
- Hempo Hildén - batteria (2004 - )

### Ex Membri
- Stefan Bergström - chitarra (1989 - 1990, 2004 - )
- Nikolo Kocev - chitarre, tastiere (1992 - 1994)
- Mats Olausson - tastiere (1989 - 1990)
- Lars Pollack - tastiere (1992)
- Ulf Widlund - basso (1989)
- Anders Åström - basso (1989)
- Jenny Wikström - basso (1990)
- Nikolai Kardzhilov (Koko) - basso (1992)
- Rolf Alex - batteria (1989 - 1991)
- Jamie Borger - batteria (1992)
- Ian Haugland - batteria (1994, 2001 - 2003)

## Discografia
- There's no Danger on the Roof (1989)
- Freak (1990)
- Double Density (1992)
- Thought for Food (1994)
- Original Sin (2000)
- The Best of Baltimoore (2001)
- Ultimate Tribute (2003)
- Fanatical (2005)
- Kaleidoscope (2006)
- X (2006)
- Quick Fix (2009)